# Kehraus um St. Stephan
Kehraus um St. Stephan ist eine Oper (Originalbezeichnung: „Satire für Musik“, Op. 66) in zwei Teilen von Ernst Krenek (Musik und Libretto). Sie entstand 1930. Eine in diesem Jahr für Leipzig geplante Aufführung wurde jedoch abgesagt. Die Uraufführung fand erst am 6. Dezember 1990 im Ronacher Theater in Wien statt.

## Handlung

### Erster Teil
Die Handlung der Oper beginnt in Wien am 13. November 1918, dem Tag nach Ausrufung der Republik Deutschösterreich.
Szene 1. Auf ihrer Suche nach Brennholz finden der Weinbauer Sebastian Kundrather und seine Kinder Ferdinand und Maria den Offizier Othmar Brandstetter, der versucht hatte, sich an einem Baum zu erhängen. Mit Hilfe seiner Kinder rettet Kundrather ihn in letzter Sekunde. Othmar erklärt ihm den Grund für seinen Selbstmordversuch: Er hat durch den Krieg viel verloren und sieht keinen Sinn mehr in seinem Leben. Auch wagt er es nicht mehr, sich seiner Angebeteten, der früheren Gräfin Elisabeth Torregiani, zu nähern. Er bricht schließlich zusammen. In diesem Moment erscheint der Oberwachmann Sachsl, der Brandstetter für tot hält und seine Personalien aufnimmt. Die Leiche soll später abtransportiert werden. Nachdem Sachsl wieder gegangen ist, erwacht Othmar wieder. Kundrather nimmt ihn mit sich in seine Wohnung.
Szene 2. Kundrather und einige seiner Freunde sammeln Dienstgradabzeichen der k. u. k. Armee. Dabei begegnen sie dem ehemaligen Oberleutnant Alfred Koppreiter, der während des Krieges in der Kraftfahrerkompanie eingesetzt war und sich nicht um seinen eigenen Betrieb kümmern konnte. Diesen möchte er wieder in Gang bringen. In der Firma hat nun allerdings der jüdische Gewerkschafter Schwoistaler großen Einfluss gewonnen. Unfähig, selbst mit seinen Arbeitern zu reden, engagiert Koppreiter seinen früheren Kameraden Emmerich von Kereszthely als Personalchef. Emmerich ist ein ungarischer Major, der sich nicht mehr in die Heimat traut, da dort wegen Misshandlung eines Soldaten gegen ihn ermittelt wird.
Szene 3. Elisabeth wohnt mit ihrer Freundin Nora Rittinghaus in einem reichen Palais. Sie entdeckt in der Zeitung die Todesanzeige ihres Verehrers Othmar, dessen Zuneigung sie erwidert hatte. Um Elisabeth von ihren trüben Gedanken abzulenken, weist Nora sie auf Koppreiter hin, der bereits einen Besuch angekündigt hatte. Da erscheint Alfred auch schon und macht Elisabeth den Hof.
Szene 4. Sachsl sucht zusammen mit einem Kollegen in einer Vorortstraße vergeblich nach der Leiche Brandstetters.
Szene 5. Sebastian und Ferdinand Kundrather sind dabei, die Tische ihres Heurigen aufzubauen. Ferdinand erklärt, dass er kein Interesse daran habe, den Beruf seines Vaters zu übernehmen. Der solle den Weinberg verkaufen. Othmar kehrt von einer Einkaufstour zurück und jammert über sein elendes Leben. Ferdinand gibt zu, dass er Geld damit verdiene, für unterschiedliche Parteien auf Kundgebungen zu demonstrieren. Sebastian überredet Othmar, anstelle von Ferdinand im Weinberg zu arbeiten.
Szene 6. Kereszthely findet heraus, dass der Gewerkschafter Schwoistaler unter seinem echten Namen Moritz Fekete von der Budapester Polizei gesucht wird. Wegen seines Einflusses auf die Arbeiter kann er allerdings nichts gegen ihn unternehmen. Othmar begegnet seinem früheren Bekannten Alfred, der ihm die Fabrik zeigen will. Zufällig ist auch Elisabeth gerade auf dem Weg dorthin. Sie hat Aktien von Alfreds Firma gekauft und möchte ihm davon erzählen. Bei dieser Gelegenheit trifft sie auf ihren für tot gehaltenen Verehrer. Othmar erfährt zu seiner Enttäuschung von ihrer neuen Beziehung mit Alfred. Der Berliner Industrielle Kabulke, der ebenfalls in die Firma investieren will, kündigt einen Besuch an. Alfred bietet Othmar Arbeit an, doch Othmar ist in der Fabrik zu viel Trubel.
Szene 7. Elisabeth liebt Othmar immer noch. Sie betet im Stephansdom dafür, mit ihm zusammenzukommen, und bittet die Madonna um Vergebung für ihr Verhältnis mit Alfred.
Szene 8. Sachsl sucht in Wien weiterhin die verschwundene Leiche Othmars.
Szene 9. Im Weinbau spricht Othmar mit Maria über sein Zusammentreffen mit Elisabeth. Er möchte die Gegend verlassen, um nicht immer an sie erinnert zu werden – doch dazu benötigt er Geld. Maria gibt ihm Karten mit erotischen Fotos, die er verkaufen kann. Fekete versucht vergeblich, von Othmar Informationen gegen Alfred oder Kereszthely zu erhalten. Er verabredet sich stattdessen mit Ferdinand für eine gemeinsame Unternehmung. Alfred, Elisabeth und Nora kommen mit dem inzwischen eingetroffenen Kabulke in den Heurigen. Elisabeth fühlt sich vom Verhalten Kabulkes abgestoßen und verärgert dadurch Alfred. Fekete wird durch den Streit auf die Gruppe aufmerksam und konfrontiert Alfred, der ihn im Gegenzug der Spionage verdächtigt. Da Fekete dem nichts entgegenzusetzen kann, verlässt er das Lokal. Alfred flirtet mit Maria und vertreibt so Elisabeth und Nora. Die übrigen feiern ausgelassen. Kereszthely bezahlt die Rechnung.

### Zweiter Teil
Szene 10. In einem Kaffeehaus planen Fekete, der sich nun Erich Atma Rosenbusch nennt, und Ferdinand eine Intrige, um Koppreiter zu vernichten. Ferdinand soll bei einer Sitzung des Betriebsrats behaupten, dass Koppreiter Schwoistaler bestochen habe, Arbeiterstreiks zu unterbinden. Othmar versucht, den beiden Erotikkarten zu verkaufen. Er ist durch deren schamlose Reden abgestoßen und hält ihnen eine laute Moralpredigt. Fekete ruft einen Schutzmann herbei, der Othmar festnimmt und auf die Wache bringt.
Szene 11. Als Sachsl auf der Wache die Personalien Othmars aufnimmt, entdeckt er, dass es sich bei ihm um die gesuchte Leiche handelt. Er beschlagnahmt die Fotos und besorgt ihm eine neue Stellung als Ausrufer im Wiener Prater.
Szene 12. Alfred und Maria sind nun ein Paar, und er hat ihr einen Modesalon finanziert. Doch dort macht ihr der noch reichere Kabulke den Hof. Als dieser eines Morgens bei Maria ist, fährt Koppreiters Wagen vor. Kabulke muss sich verstecken. Der eifersüchtige Alfred entdeckt jedoch dessen Spazierstock in der Umkleide. Als Kabulke gegangen ist, grübelt Maria über ihr Leben nach, beschließt aber, wie bisher weiterzumachen.
Szene 13. Kundrather berichtet Elisabeth, dass Othmar verschwunden ist. Er bestärkt sie in ihren Gefühlen für diesen, zumal sie von Alfreds neuer Beziehung zu Maria weiß.
Szene 14. Zeitungskolporteure verkünden üble Machenschaften in Alfreds Firma. Dort muss Kereszthely eine Reihe von Telefonaten mit Auftragsstornierungen und ähnlichem entgegennehmen. Da auch die Kredite geplatzt sind, sieht sich Koppreiter bereits bankrott. Kabulke verspricht Hilfe. Er ist bereit, die Firma zu übernehmen – unter der Bedingung, dass er auch den Modesalon einschließlich deren Besitzerin Maria erhält. Doch Alfred erkennt bei Kabulke den verdächtigen Spazierstock aus dem Salon und wirft ihn wütend hinaus. Von Fekete aufgehetzte Arbeiter bedrohen Alfred, doch der enthüllt ihnen die Machenschaften des angeblichen Gewerkschafters. Einer der Arbeiter tötet Fekete. Alfred bleibt nichts anderes übrig, als ins Ausland zu fliehen. Kereszthely verspricht ihm einen Reisepass.
Szene 15. Nachdem Kabulke Alfred angezeigt hat, verkünden die Kolporteure, dass gegen ihn ein Haftbefehl erlassen wurde.
Szene 16. Elisabeth, die sich um Alfred sorgt, macht sich selbst Vorwürfe. Othmar besucht sie, um sie moralisch zu unterstützen. Sie versichert ihm, dass sie Alfred nie wirklich geliebt habe. Doch als Alfred hilfesuchend in ihren Garten kommt und erklärt, von Maria verlassen worden zu sein, verstecken sie ihn in seiner Bude auf dem Prater.
Szene 17. Kolporteure rufen die bevorstehende Wahl zur „Miss Vienna“ im Prater aus.
Szene 18. Othmar schminkt Alfred bis zur Unkenntlichkeit. Maria ist durch die Unterstützung Kabulkes und Ferdinands zur „Miss Vienna“ ernannt worden. Sie nennt sich nun Ria Conradi, wird gefeiert und fotografiert. Während des ganzen Durcheinanders entdeckt Alfred Maria bei Kabulke. Er ist nun völlig verzweifelt, zieht eine Pistole und erschießt sich. Othmar versucht vergeblich, die Tat zu verhindern. Auch er wird verletzt. Kabulke zieht seine Anzeige gegen Alfred zurück. Kabulke und Kereszthely bemühen sich aus eigennützigen Gründen um den „Helden“ Othmar.
Szene 19. Endlich sind Othmar und Elisabeth vereint. Da Kundrather Othmar seinen Weinberg geschenkt hat, brauchen sie auch keine finanziellen Probleme mehr zu befürchten. Die Zeitungskolporteure berichten vom Frühlingsanfang. Ferdinand und Kabulke zieht es nach Berlin.

## Gestaltung
Krenek gab seiner Oper Kehraus um St. Stephan wohl in Anspielung an die Werke Ödön von Horváths nachträglich den Untertitel „Volksstück“, bezeichnete sie für die viel spätere Uraufführung aber zurecht als „Satire mit Musik.“ Tatsächlich enthält sie verschiedene distanzierende Stilmittel wie satirische Elemente, Allegorien oder die direkte Anrede des Publikums.
Zugleich zählt sie wie auch Kreneks bekannteres Werk Jonny spielt auf zum Genre der „Zeitoper“ der Weimarer Republik. Krenek stellt die Schwierigkeiten und Probleme der verschiedenen Gesellschaftsschichten nach dem Ersten Weltkrieg dar und behandelt die unterschiedlichen Methoden, mit denen die einzelnen Figuren damit umgehen.
Stilistisch und musikalisch ist der Kehraus durch eine große Vielfalt geprägt, die auch Anklänge an populäre Musik wie Operette, Schlager, Schrammeln und Jazz enthält und nicht nur der Charakterisierung der Personen, sondern auch dem Zweck der Satire selbst dient. Beispielsweise klingt die Musik der Revolutions-Anhänger nach einem fröhlichen Jägerlied, oder zum Erscheinen des Berliner Investors ertönt eine Art Karnevals-Tusch. Besonders deutlich wird die Satire in der Szene im Heurigen am Ende des ersten Teils, als die sich Feiernden in eine grölende Masse verwandeln. Die Musikwissenschaftlerin Claudia Zenck unterscheidet in dem Werk drei verschiedene „Stil- und Darstellungsebenen“: eine „stilistisch gebrochene“, eine „naive der Schrammelvolksmusik“ und eine normale Ebene, die sich an der jeweiligen Situation orientiert.

### Instrumentation
Die Orchesterbesetzung der Oper enthält die folgenden Instrumente:
- Holzbläser: zwei Flöten (auch Piccolo), Oboen (1. auch Englischhorn), drei Klarinetten (1 in Es, 2 in B), zwei Fagotte (2. auch Kontrafagott)
- Blechbläser: zwei Hörner, zwei Trompeten, zwei Posaunen, Tuba
- Pauken, Schlagzeug (drei Spieler)
- Gitarre, Mandoline
- Klavier, Harmonium
- Streicher

## Werkgeschichte
Krenek schrieb das Werk bereits im Jahr 1930, und der Dirigent Gustav Brecher plante es für eine Aufführung in Leipzig ein. Brecher hatte dort zuvor bereits Kreneks Opern Jonny spielt auf und Leben des Orest uraufgeführt. Ihm gefiel vermutlich das zeitkritische Thema der neuen Oper. Zu Problemen kam es allerdings nach der dortigen Uraufführung von Brechts und Weills Aufstieg und Fall der Stadt Mahagonny am 9. März 1930, bei der es zu heftigen Störaktionen der Nationalsozialisten gekommen war. Der Leipziger Stadtrat entschied sich zunächst gegen eine Absetzung des Kehraus. Als Brecher das Libretto aber dem Kritiker Adolf Aber und weiteren Personen vorlegte, fiel dessen Brisanz auf. Besonders die Figur des Industriellen Kabulke wurde als kritisch angesehen. Dieser sollte zuerst den jüdischen Namen Goldstein tragen und hatte vorausschauende Texte über die nationalsozialistischen Kriegspläne wie „Und was die Politik betrifft, so hau’n wa erst mal die Polen zusamm’ […] und dann wollen wir siegreich Frankreich schlagen.“ Der kulturpolitische Druck wurde nun zu groß und die Aufführung abgesagt.
Die Uraufführung fand erst kurz vor Kreneks Tod in seiner Anwesenheit am 6. Dezember 1990 im Ronacher Theater in Wien statt. Es handelte sich um eine Koproduktion der Wiener Staatsoper mit den Wiener Festwochen, den Vereinigten Bühnen Wien und der Volksoper Wien im Rahmen des Festivals Wien Modern. Das Bühnenorchester der Österreichischen Bundestheater und Mitglieder des Opernstudios der Wiener Staatsoper standen unter der musikalischen Leitung von Peter Keuschnig. Die Inszenierung stammte von Markus Weber, das Bühnenbild von Herbert Kapplmüller, die Kostüme von Alice Maria Schlesinger und die Masken und Figuren von Manfred Deix. Es sangen Herbert Lippert (Othmar Brandstetter), Rudolf Mazzola (Sebastian Kundrather), Peter Jelosits (Ferdinand), Lotte Leitner (Maria), Hans Christian (Flurwächter), Hans Helm (Alfred Koppreiter), Gottfried Hornik (Moritz Fekete), Heinz Zednik (Emmerich von Kereszthely), Dalia Schaechter (Elisabeth), Renate Holm (Nora Rittinghaus) und Alfred Werner (Herr Kabulke).
Großen Erfolg hatte 2008/2009 eine Koproduktion der Bregenzer Festspiele mit der Wiener Volksoper und dem Luzerner Theater, die am 30. Juli 2008 im Bregenzer Theater am Kornmarkt Premiere hatte. Dort leitete John Axelrod das Symphonieorchester Vorarlberg. Inszenierung und Ausstattung stammten von Michael Scheidl und Nora Scheidl. Die Produktion wurde zusammen mit Kreneks ebenfalls in Bregenz aufgeführter Oper Karl V. in der Kritikerumfrage der Opernwelt  zur „Wiederentdeckung des Jahres“ der Spielzeit 2008/2009 gewählt. Ein Video-Mitschnitt erschien auf DVD.
Die deutsche Erstaufführung gab es am 16. Mai 2015 im Stadttheater Gießen. Sie fand in Anwesenheit von Kreneks Witwe statt. Der Dirigent war Florian Ziemen, die Inszenierung stammte von Hans Hollmann und die Ausstattung von Lukas Noll.

## Aufnahmen
- Juli 2008 – John Axelrod (Dirigent), Michael Scheidl (Inszenierung), Nora Scheidl (Bühne und Kostüm), Markus Holdermann (Lichtdesign), Symphonieorchester Vorarlberg, Kornmarktchor.
 Roman Sadnik (Othmar Brandstetter), Albert Pesendorfer (Sebastian Kundrather), Christian Drescher (Ferdinand), Andrea Bogner (Maria), Sebastian Holecek (Alfred Koppreiter), Michael Kraus (Moritz Fekete), Wolfgang Gratschmaier (Emmerich von Kereszthely), Elisabeth Flechl (Elisabeth), Elisabeth Wolfbauer (Nora Rittinghaus), Lars Woldt (Herr Kabulke), Gerhard Ernst (Oberwachmann Sachsl).
 Video; live von den Bregenzer Festspielen aus dem Kornmarkttheater.
 Capriccio C 9001 (2 DVD).[10]